# Nightwish
Nightwish is een Finse metalband, gevormd in juli 1996 te Kitee (Finland) en opgericht door Tuomas Holopainen. De band maakt "symfonische metal", hoewel de muziek vaak tot de "gothic metal" wordt gerekend.

## Geschiedenis

### Angels Fall First(1996-1998)
Het idee van Nightwish ontstond toen Tuomas Holopainen met enkele vrienden een nacht rond het kampvuur doorbracht. Kort daarna, in juli 1996, werd de band opgericht. De eerste drie nummers kenmerkten zich door het gebruik van akoestische gitaar, keyboards en zang van Tarja Turunen. Deze drie nummers - Nightwish, The Forever Moments en Etiäinen - verschenen ook op de eerste demo van de band. Aan het nummer Nightwish dankt de band ook zijn naam.
In 1997 verruilde de band de akoestische gitaar voor de elektrische gitaar. Verder besloot de band met drums te experimenteren. Hiervoor werd het nieuwe bandlid Jukka Nevalainen aangetrokken.
Na enkele weken oefenen werden in april 1997 zeven nummers opgenomen. Deze zijn te vinden op de gelimiteerde uitgave van Angels Fall First.
In mei 1997 tekende Nightwish een platencontract met het label Spinefarm Records voor twee opnamen. In augustus werden opnamen gemaakt van vier nieuwe nummers. Voor de uitgave van het album Angels Fall First, niet te verwarren met de gelimiteerde editie, werd een single uitgebracht van het nummer The Carpenter.
In april 1998 maakte de band opnamen voor hun eerste videoclip van het nummer The Carpenter. In de zomer van dit jaar maakte ook bassist Sami Vänskä zijn entree.

### Oceanborn(1998-1999)
In augustus begon Nightwish aan de opnamen voor een nieuw album. Op 31 december gaf Nightwish een concert in hun "geboorteplaats" Kitee. Tijdens dit concert werden opnamen gemaakt voor een nieuwe videoclip van het nummer Sacrament of Wilderness. Dit nummer werd op 26 november uitgebracht als single. Op 7 december werd eveneens het album Oceanborn uitgebracht.
In het voorjaar van 1999 werd Oceanborn ook buiten Finland uitgebracht. In mei 1999 werd de single Sleeping Sun opgenomen. Deze werd in augustus in Duitsland uitgebracht met de nummers Walking in the Air (een cover van de titelsong van de Engelse tekenfilm The Snowman), Swanheart en Angels Fall First.

### Wishmaster(2000-2001)
Begin 2000 startte Nightwish met de opnamen voor hun derde album. Een kleine onderbreking vond plaats toen Nightwish meedeed aan de kwalificatie voor het Eurovisiesongfestival met het nummer Sleepwalker. De eerste ronde kwamen zij glansrijk door, maar in de finale moesten zij het afleggen tegen een andere deelnemer. Dit ondanks de overweldigende overwinning met de publieksstemmen.

Het nieuwe album Wishmaster kwam uit in mei 2000.
In maart 2001 begon Nightwish aan de opnamen van Gary Moores klassieker Over The Hills And Far Away. Hiernaast werden twee nieuwe nummers opgenomen, en een remake van het nummer Astral Romance dat te vinden is op Angels Fall First. Deze cd werd in juni 2001 uitgebracht in Finland. In andere landen werd de uitgave van het Duitse Drakkar Records uitgebracht, die naast de vier nieuwe nummers ook zes live-opnamen bevat.
Nightwish tekende in deze periode ook voor een extra album bij Spinefarm Records.
Gedurende de rest van 2001 waren er meer gebeurtenissen te bespeuren. Sami Vänskä verliet de band na problemen binnen de band. Holopainen overwoog zelfs om helemaal met de band te stoppen. Marco Hietala, ook bekend van de bands Tarot en Sinergy, vergezelde de band sinds Vänskäs vertrek, in de komende tournee en bij de opnamen van het nieuwe album.
Verder werden in dit jaar ook onder de titel From Wishes to Eternity een dvd, VHS-video en cd uitgebracht met live-materiaal van de band.

### Century Child(2002-2003)
Het album Century Child kwam uit in mei 2002. Kenmerkend voor dit album zijn de zangpartijen van Marco Hietala. Naast het album Century Child werden ook twee singles uitgebracht, namelijk Bless the Child en Ever Dream.
Gedurende 2003 werd gewerkt aan een dvd-documentaire over Nightwish. Nadat de deadline reeds meerdere malen was verschoven, werd de documentaire in oktober uitgebracht onder de naam End of Innocence. In mei 2003 maakte Turunen bekend dat zij enkele maanden eerder in het geheim getrouwd was met de Argentijnse zakenman Marcelo Cabuli.

### Once(2003-2007)
Medio 2003 begon Nightwish aan de opnamen voor hun zesde album Once.
In juni 2004 verscheen het album Once, voorgegaan door de single Nemo. In Europa werd het album op 7 juni 2004 uitgebracht door het Duitse Nuclear Blast. Op dezelfde dag verscheen de cd in Brazilië, Mexico, Japan en Chili onder het label Universal Music en Spinefarm Records.
Op 5 oktober 2004 verscheen het album ook in de VS, Canada, Australië en Nieuw-Zeeland, uitgebracht door Roadrunner Records.
Daarnaast werd het album uitgebracht in Rusland door FONO LTD. De tweede single, Wish I had an angel, is ook terug te vinden op de soundtrack van de film Alone in the dark. Het nummer Ghost Love Score, dat niet als single is uitgebracht maar vooral bekend geworden is in de live-uitvoering op Wacken Open Air in 2013, staat ook op Once.
Na afloop van het laatste concert van de Once-World Tour, op 22 oktober 2005 in Helsinki, stuurden de andere bandleden Tarja een open brief. Daarin schreven ze dat ze om verschillende redenen hadden besloten zonder haar verder te gaan. Nightwish ging daarom verder zonder hun 'gezicht' Tarja, en moest op zoek naar een nieuwe zangeres.
In 2006 werd de live-dvd End of an Era uitgebracht, die in heel Europa goed scoorde. In Finland en Duitsland was de dvd meteen goed voor goud. De resterende bandleden hadden al vanaf het begin van dat jaar nummers voor een nieuw album klaarliggen. Tijdens de zomer van 2006 repeteerden ze de nieuwe nummers, terwijl ze bleven doorzoeken naar een nieuwe zangeres. In september begonnen de opnamen voor de instrumentale gedeelten van het nieuwe album, dat ten vroegste medio 2007 uitgebracht zou worden.

### Dark Passion Play(2007-2011)
In 2007 gingen de opnamesessies verder. Er werd bekendgemaakt op Nightwish.com dat op 30 mei 2007 de nieuwe single, die Eva zou gaan heten, zou worden uitgebracht. Deze was echter alleen online verkrijgbaar. Tegelijk met de nieuwe single werd ook de identiteit van de nieuwe zangeres bekend. Door een lek op internet werd de naam echter enkele dagen eerder bekendgemaakt. In augustus 2007 kwam vervolgens een tweede single uit die wel in de platenzaak te kopen was. Op 26 september 2007 kwam het nieuwe album Dark Passion Play uit.
Op 1 april 2007 besloot de band hun nieuwe albumcover en -titel te onthullen. Faster, harder, Nightwish zou het gaan heten. Dit verwees naar de nieuwe muzikale stijl die de band zou gaan spelen. De dagen van de ballads zouden geteld zijn. Een dag later werd bekendgemaakt wat de meeste fans allang doorhadden: het ging om een 1 aprilgrap. Ondertussen verschenen er verschillende bestanden op het internet onder de naam 'Eva-Nightwish', maar deze blijken allemaal nep.
Exact een week voor de officiële verschijning bleek het nummer Eva te zijn uitgelekt. Daarom werd besloten de bekendmaking van de nieuwe zangeres, de Zweedse Anette Olzon, naar 24 mei te verschuiven. Op diezelfde dag was al een korte sample van Eva te beluisteren via de officiële website van de band. In juni maakte de band bekend dat het nieuwe album Dark Passion Play ging heten. Voorafgaand aan het album werd op 22 augustus de single "Amaranth" uitgebracht.
Aansluitend aan de uitgave van Dark Passion Play werd een wereldtournee gestart, waarbij Nightwish op 21 en 23 maart 2008 respectievelijk Nederland (Amsterdam) en België (Antwerpen) aandeed en in België stond ook Rock Werchter op hun programma. Op 21 mei 2008 kwam de 5e single van Dark Passion Play uit. Deze was getiteld The Islander. Op 16 augustus 2008 gaf Nightwish een concert op het festival van Lowlands te Biddinghuizen en op 14 maart 2009 in Brussel in de concertzaal Vorst Nationaal. Een dag later, op 15 maart 2009 gaf Nightwish een concert in Nederland in Ahoy Rotterdam.
Op 11 maart 2009 werd ook een live-cd uitgebracht, opgenomen tijdens de Dark Passion Play-tournee, getiteld Made in Hong Kong (And in Various Other Places).

### Imaginaerum(2011-2013)
Nightwish maakte op 10 februari 2011 bekend met een nieuw album bezig te zijn, getiteld Imaginarium. Om verwarring met gelijknamige concepten te voorkomen, besloot de band later de titel te veranderen in Imaginaerum. Op 26 oktober werd er een teaser uitgebracht waarin een stuk uit Storytime al te beluisteren viel. De eerste single van het album, Storytime, verscheen op 9 november. Op 30 november 2011 kwam het album uit. Ook werd bekendgemaakt dat er een film in de maak was die op het album gebaseerd zou zijn en naar verwachting in 2012 zou uitkomen. In september 2012 werd Anette Olzon vlak voor een optreden in de Verenigde Staten ziek. Ze moest snel naar het ziekenhuis toe. Er kwam voor dat concert een vervanger (de zangeres van Kamelot). Tevens werd toen bekend dat zij zwanger was. Vlak daarna besloten Anette Olzon en Nightwish in onderling overleg om uit elkaar te gaan. Nightwish was niet van plan om de tournee door Amerika af te zeggen en daarom besloot de groep verder te toeren in de VS, Zuid-Amerika, Australië en Europa met zangeres Floor Jansen (ReVamp en ex-After Forever) als vervanging. 
Op 9 oktober 2013 maakte de band bekend dat Floor Jansen en Troy Donockley als vaste bandleden bij Nightwish zullen blijven. Wegens gezondheidsredenen zal in plaats van Jukka Nevalainen Kai Hahto de drummer zijn bij het nieuwe album.

### Endless Forms Most Beautiful(2015-2019)
Met Floor Jansen als nieuwe zangeres kwam in 2015 Endless Forms Most Beautiful uit. Op 19 en 20 november 2015 gaf Nightwish, naar aanleiding van dit nieuwe album, concerten in de Heineken Music Hall in Nederland en toerde door de rest van Europa in november. Tijdens deze zeer succesvolle tournee nam de band het live-album Vehicle of Spirit op, waarbij shows in de Wembley Arena (Londen) en in Finland (Tampere) professioneel werden opgenomen.
In 2018 toerde Nightwish de wereld over met hun "Decades World Tour". Tijdens deze tournee werden oude nummers gespeeld, sommigen van welke nooit eerder live waren uitgevoerd. De tournee werd vereeuwigd door de dvd Decades: Live in Buenos Aires. In 2019 nam de band een jaar vrije tijd om weer op te laden. Tuomas Holopainen verklaarde dat hij "creatief was opgebrand" en tijd nodig had om nieuwe muziek voor Nightwish te componeren.

### Human. :II: Nature.(2019 - 2023)
In april 2020 kwam het nieuwe album van Nightwish uit, Human. :II: Nature.. De eerste single van het nieuwe album, Noise, werd op 7 februari 2020 vrijgegeven. Nightwish maakte tevens bekend dat drummer Jukka Nevalainen niet terug zou keren voor de wereldtournee. Hij werd definitief vervangen door drummer Kai Hahto, die sinds 2013 in Nightwish had gespeeld. Op 6 maart 2020 volgde de tweede single van het nieuwe album: Harvest. Dit was het eerste nummer in de geschiedenis van Nightwish waar Troy Donockley de zang verzorgde.
Op 12 januari 2021 maakte Marco Hietala bekend voor onbepaalde tijd uit Nightwish te vertrekken. Voor de Human. :II: Nature. wereldtournee werd Wintersun-bassist Jukka Koskinen aangetrokken als de tijdelijke vervanger voor Hietala. Zijn zangpartijen werden verdeeld onder Floor Jansen en Troy Donockley. In mei 2021 speelde de band een tweetal virtuele concerten in taveerne The Islanders Arms. De eerste show werd door ruim 150.000 fans bekeken. Tijdens deze virtuele concerten (als gevolg van de COVID-19 lockdown) werden voor het eerst nummers van Human. :II: Nature. live gespeeld.
Op 21 augustus 2022 kondigde Nightwish aan dat sessiebassist Jukka Koskinen definitief een volwaardig lid van de band zou worden.

### Yesterwynde(2024 - heden)
Op 30 april 2024 kondigde Nightwish het nieuwe album Yesterwynde aan. De eerste single, genaamd Perfume Of The Timeless, verscheen al op 21 mei 2024 en het album zelf werd op 20 september 2024 uitgebracht. De recensies waren zowel in de reguliere pers als in de metalscene erg lovend. Soundz schreef onder meer: "Wat echt opvalt is hoe Nightwish hier hun volledige potentieel benut. De balans tussen harde riffs, prachtige orkestrale stukken en Floors vocale magie maakt Yesterwynde tot een album dat je simpelweg niet kunt negeren. Het is een perfect huwelijk tussen symfonische grandeur en zware metal riffs. (...) Nightwish’s Yesterwynde is een symfonische knaller voor de eeuwigheid."

## Bezetting
- Tuomas Holopainen — keyboard (sinds 1996), zingt in Angels Fall First
- Erno "Emppu" Vuorinen — gitaar (sinds 1996), bas gespeeld in Angels Fall First
- Floor Jansen — zangeres (sinds 2012), officieel lid sinds oktober 2013
- Troy Donockley — Uilleann pipes, Bouzouki, (Akoestische) gitaar (sinds 2012), officieel lid sinds oktober 2013
- Kai Hahto — drummer (vervanging voor Jukka Nevalainen), sinds 2014, officieel lid sinds juli 2019
- Jukka Koskinen — bas (vervanging voor Marco Hietala), sinds 2021, officieel lid sinds augustus 2022

### Voormalige bandleden
- Tarja Turunen — zang (1996–2005)
- Anette Olzon — zang (2007–2012)
- Sami Vänskä — bas (1998–2001)
- Jukka Nevalainen — drummer (1997–2019)
- Marco Hietala — basgitaar en zang (2001–2021)
- Samppa Hirvonen — basgitaar (sessie) (1997-1998)
- Marianna Pellinen — keyboard (sessie) (1997-1998)
- Esa Lehtinen — Folk instrumenten (sessie) (1997-2000)

### Gastzangers
- Tony Kakko (Sonata Arctica) — From Wishes To Eternity, The Beauty And the Beast, Astral Romance en Over The Hills And Far Away
- Tapio "Tonquemada" Wilska (ex-Finntroll, Sethian) — Oceanborn, Over The Hills And Far Away en From Wishes To Eternity
- Ike Vil (Babylon Whores) — Kinslayer stem in Wishmaster
- John Two-Hawks — Once en End Of An Era
- Sam Hardwick — Dead Boy's stem in Wishmaster en Century Child
- Jonsu (van de band Indica) — Vocalist in Erämaan Viimeinen (Last Of The Wilds)

## Discografie

### Albums
| Album met eventuele hitnotering(en) in de Nederlandse Album Top 100 | Datum van verschijnen | Datum van binnenkomst | Hoogste positie | Aantal weken | Opmerkingen   |
| ------------------------------------------------------------------- | --------------------- | --------------------- | --------------- | ------------ | ------------- |
| Angels fall first                                                   | 1997                  | -                     | -               | -            |               |
| Oceanborn                                                           | 1998                  | -                     | -               | -            |               |
| Wishmaster                                                          | 2000                  | -                     | -               | -            |               |
| Wishmastour 2000                                                    | 2000                  | -                     | -               | -            | Verzamelalbum |
| From wishes to eternity                                             | 2001                  | -                     | -               | -            | Livealbum     |
| Over the Hills and Far Away                                         | 2001                  | -                     | -               | -            | ep            |
| Century child                                                       | 24-06-2002            | 27-07-2002            | 41              | 10           |               |
| End of innocence                                                    | 06-10-2003            | -                     | -               | -            | Livealbum     |
| Once                                                                | 06-06-2004            | 12-06-2004            | 11              | 15           |               |
| Tales from the elvenpath                                            | 2004                  | -                     | -               | -            | Verzamelalbum |
| Bestwishes                                                          | 22-03-2005            | -                     | -               | -            | Verzamelalbum |
| Highest hopes - The best of Nightwish                               | 26-09-2005            | 01-10-2005            | 41              | 5            | Verzamelalbum |
| End of an era                                                       | 02-06-2006            | -                     | -               | -            | Livealbum     |
| Dark passion play                                                   | 15-02-2008            | 2007                  | 5               | 11           |               |
| The sound of Nightwish reborn                                       | 02-09-2008            | -                     | -               | -            | Verzamelalbum |
| Made in Hong Kong (and in various other places)                     | 13-03-2009            | 21-03-2009            | 20              | 1            | Livealbum     |
| Lokikirja                                                           | 18-11-2009            | -                     | -               | -            | Verzamelalbum |
| Walking in the air: The greatest ballads                            | 27-05-2011            | -                     | -               | -            | Verzamelalbum |
| Imaginaerum                                                         | 02-12-2011            | 10-12-2011            | 24              | 9            |               |
| Endless Forms Most Beautiful                                        | 27-03-2015            | 04-04-2015            | 3               | 17           |               |
| Decades                                                             | 09-03-2018            | 17-03-2018            | 68              | 2            | Verzamelalbum |
| Decades - Live in Buenos Aires                                      | 06-12-2019            | 14-12-2019            | 50              | 1            | Livealbum     |
| Human. :II: Nature.                                                 | 10-04-2020            | 18-04-2020            | 2               | 7            |               |
| Once (Remastered)                                                   | 10-04-2020            | 6-08-2021             | ?               | ?            |               |
| Yesterwynde                                                         | 20-09-2024            | 28-09-2024            | 4               | 5            |               |

| Album met hitnotering(en) in de Vlaamse Ultratop 200 albums | Datum van verschijnen | Datum van binnenkomst | Hoogste positie | Aantal weken | Opmerkingen   |
| ----------------------------------------------------------- | --------------------- | --------------------- | --------------- | ------------ | ------------- |
| Once                                                        | 2004                  | 19-06-2004            | 30              | 21           |               |
| Highest hopes - The best of Nightwish                       | 2005                  | 15-10-2005            | 51              | 3            | Verzamelalbum |
| End of an era                                               | 2006                  | 17-06-2006            | 40              | 11           |               |
| Dark passion play                                           | 2007                  | 06-10-2007            | 18              | 27           |               |
| Made in Hong Kong (and in various other places)             | 2009                  | 21-03-2009            | 50              | 5            | Livealbum     |
| Imaginaerum                                                 | 2011                  | 10-12-2011            | 44              | 9            |               |
| Imaginaerum - The score                                     | 2012                  | 24-11-2012            | 101             | 1*           |               |

### Singles
| Single met eventuele hitnotering(en) in de Nederlandse Top 40 | Datum van verschijnen | Datum van binnenkomst | Hoogste positie | Aantal weken | Opmerkingen                          |
| ------------------------------------------------------------- | --------------------- | --------------------- | --------------- | ------------ | ------------------------------------ |
| The carpenter                                                 | 01-11-1997            | -                     | -               | -            |                                      |
| Sacrament of wilderness                                       | 26-11-1998            | -                     | -               | -            |                                      |
| Passion and the opera                                         | 1998                  | -                     | -               | -            |                                      |
| Walking in the air                                            | 01-01-1999            | -                     | -               | -            |                                      |
| Sleeping sun (Four ballads of the eclipse)                    | 11-08-1999            | -                     | -               | -            |                                      |
| The kinslayer                                                 | 2000                  | -                     | -               | -            |                                      |
| Deep silent complete                                          | 16-07-2000            | -                     | -               | -            |                                      |
| Ever dream                                                    | 03-05-2002            | -                     | -               | -            |                                      |
| Bless the child                                               | 21-07-2002            | -                     | -               | -            | Nr. 55 in de Single Top 100          |
| Nemo                                                          | 19-04-2004            | -                     | -               | -            | Nr. 64 in de Single Top 100          |
| Wish I had an angel                                           | 15-09-2004            | -                     | -               | -            | Nr. 65 in de Single Top 100          |
| Kuolema tekee taiteilijan                                     | 24-11-2004            | -                     | -               | -            |                                      |
| The siren                                                     | 25-07-2005            | -                     | -               | -            |                                      |
| Sleeping sun                                                  | 19-10-2005            | -                     | -               | -            |                                      |
| Eva                                                           | 25-05-2007            | -                     | -               | -            |                                      |
| Amaranth                                                      | 22-08-2007            | 08-09-2007            | tip14           | -            | Nr. 47 in de Single Top 100          |
| Erämaan viimeinen                                             | 05-12-2007            | -                     | -               | -            |                                      |
| Bye bye beautiful                                             | 15-02-2008            | -                     | -               | -            |                                      |
| The islander                                                  | 21-05-2008            | -                     | -               | -            |                                      |
| Storytime                                                     | 09-11-2011            | -                     | -               | -            |                                      |
| The crow, the owl and the dove                                | 29-02-2012            | -                     | -               | -            | In Finland vanuit het niets op nr. 1 |

### Dvd's
| Dvd's met hitnoteringen in de Nederlandse Music Top 30 | Datum van verschijnen | Datum van binnenkomst | Hoogste positie | Aantal weken | Opmerkingen |
| ------------------------------------------------------ | --------------------- | --------------------- | --------------- | ------------ | ----------- |
| End of an era                                          | 2006                  | 17-06-2006            | 3               | 11           |             |
| Made in Hong Kong (and in Various other places)        | 2009                  | 21-03-2009            | 16              | 2            |             |
| Showtime, storytime                                    | 2013                  | 07-12-2013            | 11              | 23           |             |
| Vehicle of spirit                                      | 2016                  | 24-12-2016            | 3               | 22           |             |

### NPO Radio 2 Top 2000
| Nummers met noteringen in de NPO Radio 2 Top 2000 | '19  | '20 | '21 | '22 | '23 | '24 |
| ------------------------------------------------- | ---- | --- | --- | --- | --- | --- |
| Élan                                              | 312  | 576 | 491 | 389 | 544 | 580 |
| Ghost Love Score                                  | 1417 | 365 | 272 | 197 | 289 | 252 |

1. ↑  Een vetgedrukt getal geeft de hoogste notering van een nummer aan.
2. ↑  2019 was het eerste jaar met een notering voor Nightwish.

### Covers

#### Live gespeeld
- "Crazy Train" (van Ozzy Osbourne)[12]
- "Wild Child" (van W.A.S.P.)[13]
- "Don't Talk To Strangers" (van Dio)[14]

#### Op albums
- "Where Were You Last Night" (van Ankie Bagger, op de single "Wish I Had An Angel")
- "High Hopes" (van Pink Floyd, op de compilatie Highest Hopes en End of an Era)
- "Phantom Of The Opera" (van Andrew Lloyd Webber, op het album Century Child)
- "Symphony Of Destruction " (van Megadeth, op de single "The Siren")
- "Over The Hills And Far Away" (van Gary Moore, op de ep Over The Hills And Far Away)
- "Walking In The Air" (van Howard Blake, op het album Oceanborn)
- "Crimson Tide " (van Hans Zimmer, op het livealbum From Wishes To Eternity)
- "Deep Blue Sea" (van Trevor Rabin, op het livealbum From Wishes To Eternity)